# Šefika
Šefika je žensko osebno ime.

## Druge oblike imena
- Moške oblike: Šefik, Šefko
- Ženske oblike: Fika, Šefka

## Izvor imena
Ime Šefika izhaja iz turškega imena Sefika, ki je nastalo iz arabske besede šäfiqä, ki pomeni »nežna, ljubezniva, sočutna«.
Ime Šefika imajo v Sloveniji v glavnem muslimanske priseljenke
ter njihove potomke.

## Pogostost imena
Po podatkih Statističnega urada Republike Slovenije je bilo na dan 31. decembra 2007 v Sloveniji število ženskih oseb z imenom Šefika: 154. Med vsemi ženskimi imeni pa je ime ŠEFIKA po pogostosti uporabe uvrščeno na 465 mesto.